# 김경호 (양궁인)
김경호(1973년~)는 대한민국의 양궁 선수 양궁 지도자이다. 1997년 세계 양궁 선수권 대회에 참가해 금메달을 획득했다.